# Doctor Dropo
Doctor Dropo és un cantautor valencià.
Ha colaborat, entre d'altres, amb Carles Enguix, Toni de L’Hostal i Borja Penalba. Va ser member fundador del grup de rock valencià Dropo on va publicar els treballs Si fots un crit i La velleta centenària.

## Discografia en solitari[3]
- Ningú no vol ser poeta (2001, autoeditat, amb el pseudònim Pedrotxe)[4]
- Entraran a ta casa (2005, autoeditat)
- Psicòtrops (2009, Cambra Records)
- Sempre que estaves sola (2018, Microscopi)[5]